# Podhořany u Ronova
Podhořany u Ronova è un comune della Repubblica Ceca facente parte del distretto di Chrudim, nella regione di Pardubice.